# Amnioinfuzja
Amnioinfuzja – zabieg położniczy wyrównujący objętość płynu owodniowego do wartości prawidłowych poprzez podaż izotonicznych płynów przez cewnik wewnątrzmaciczny, w celu zapobieżenia deceleracjom tętna płodu wywołanym przez ucisk na pępowinę.